# جيف سميث (ملاكم)
جيف سميث (بالإنجليزية: Jeff Smith)‏ مواليد 23 أبريل 1891 في نيويورك، نيويورك - الوفاة 3 فبراير 1962، كان ملاكم محترف أمريكي صنّف ضمن فئة الوزن المتوسط. دخل قاعة مشاهير الملاكمة الدولية.

## إحصائيات
خاض خلال مسيرته 183 نزالا، فاز في 141 وتعادل في 4 وخسر في 35. فاز بالضربة القاضية في 48 نزالا.

## روابط خارجية
- جيف سميث على موقع بوكس ريك (الإنجليزية) (registration required)